# Ulica Kazimierza Wielkiego w Krakowie
Ulica Kazimierza Wielkiego w Krakowie – jednojezdniowa ulica asfaltowa ulokowana w dzielnicy V Krowodrza. Swój początek ma na placu Teodora Axentowicza i ciągnie się w kierunku północno-zachodnim równolegle do ulicy Królewskiej pod koniec do niej zbiegając. Znajduje się tu m.in. siedziba rady Dzielnicy V Krowodrza, liczne lokale usługowe i placówki oświatowe (Kolegium Europejskie w Krakowie). Wzdłuż ulicy zabudowa głównie mieszkaniowa w stylu modernistycznym.

## Historia
Ulica pokrywa się z przebiegiem średniowiecznego traktu prowadzącego z Krakowa do Pałacu Królewskiego w Łobzowie. Na początku XIX wieku była nazywana Traktem Pruskim. W latach 1849–1855 została obsadzona drzewami i przebudowana. Zyskała też znaczenie strategiczne stanowiąc dojazd do fortyfikacji. Na przełomie XIX i XX wieku część ulicy znajdująca się na terenie Nowej Wsi była nazywana ulicą Nowowiejską, a część znajdująca się w Łobzowie ulicą Kazimierza Wielkiego. Po włączeniu obu osad do miasta Krakowa w 1912 obecna nazwa stosowała się do całości ulicy. W latach 30. XX wieku ulica miała połączenie tramwajowe z Rynkiem Głównym, które w roku 1941 zostało przeniesione na równoległą ulicę Królewską.

## Galeria

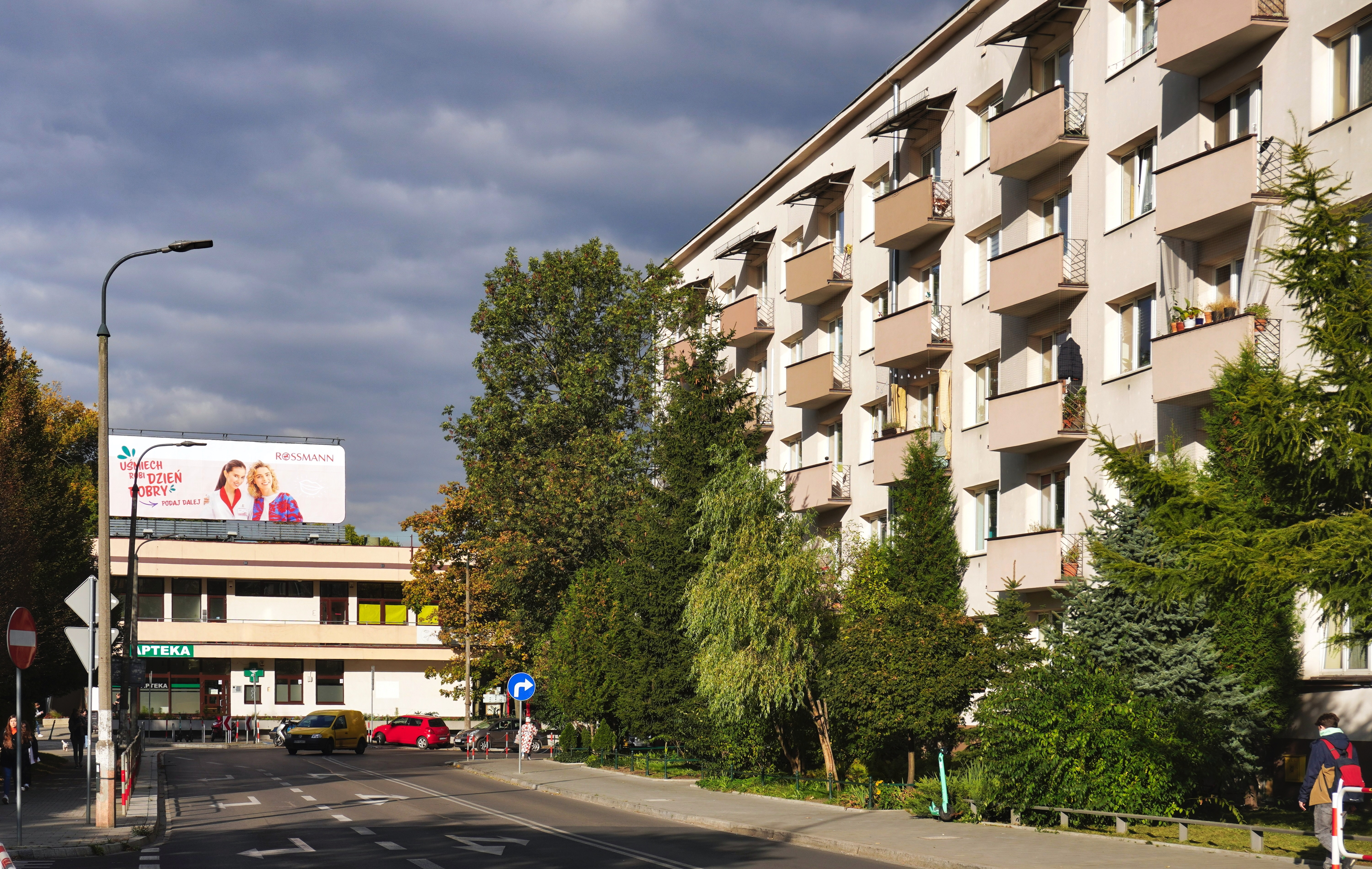
Widok od skrzyżowania z ul. Królewską na północ